# Porte-barges

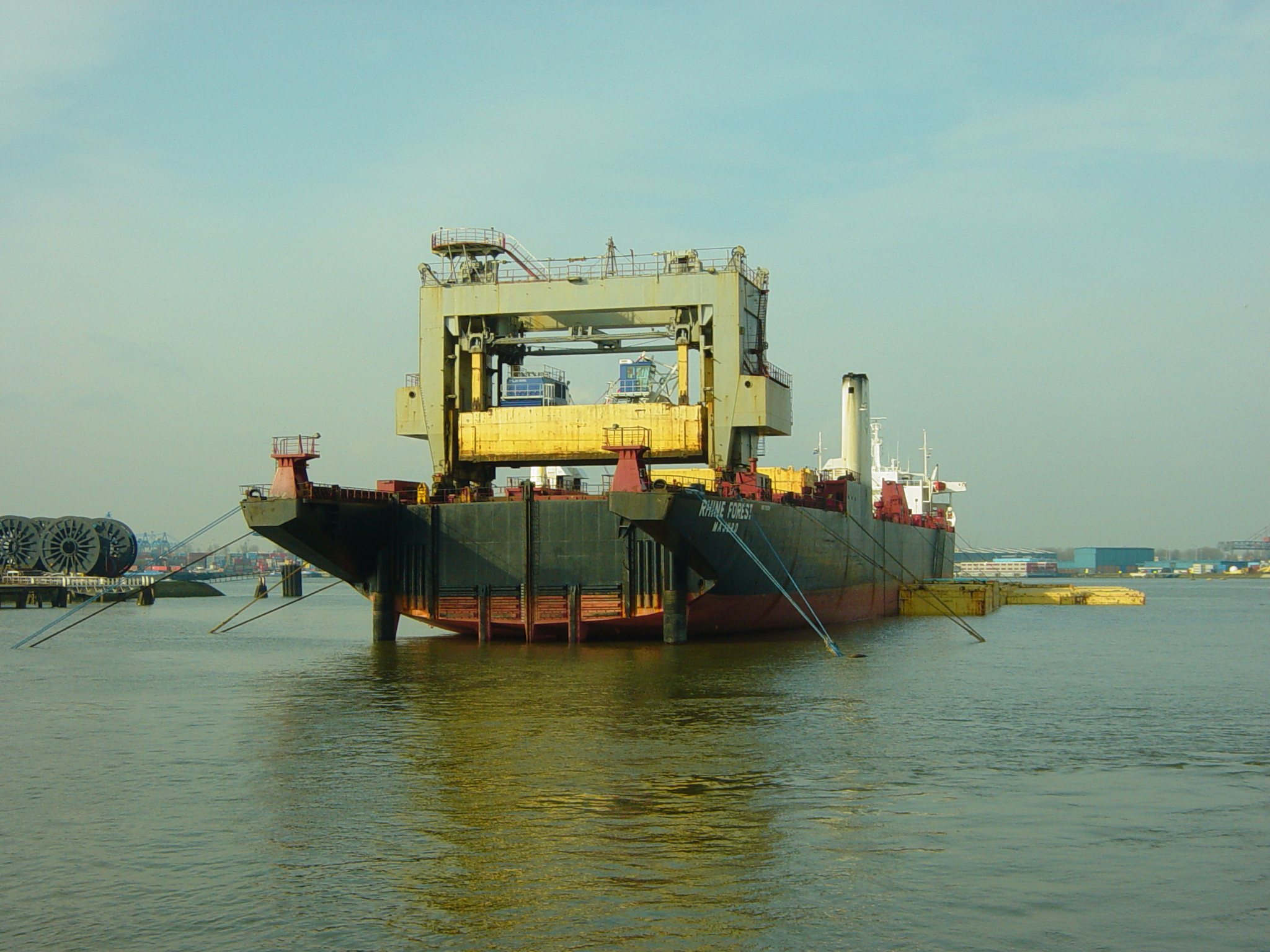
Navire Rhine Forest dans le port de Rotterdam en 2006. Construit en 1972, il est retiré du service en 2008.

Le système porte-barges se réfère à la pratique de chargement des barges à bord d'un grand navire de transport. Il a été développé en réponse à un besoin de transporter les barges, qui sont généralement (mais pas toujours) non motorisées, entre différents réseaux de voies navigables séparés par une mer. Les barges dépourvues de moteur sont généralement remorquées ou poussés dans les ports, les canaux ou les rivières et ne peuvent être déplacées sans assistance. 

## Développement
Dans les années 1950, le besoin de transport de Fret par les clients n'était plus rempli par l'ancien système de chargement de fret individuel dans la cale. Les dimensions et formes des marchandises variaient considérablement, et la norme ISO (Organisation internationale de normalisation) sur conteneur commençait seulement à être adoptée dans les années 1960. De large terminaux conteneurs avec des systèmes de transport et des aires de stockage étaient encore seulement en planification ou en phase de développement. 
Le porte-barges était développé comme une alternative et un complément au développement du système conteneur.
La barge peut être caractérisée comme conteneur flottant, proposant doubles fonctions : transport sur l'eau, et mise en place de forme standardisée pour le chargement et déchargement de marchandises.
Les barges sont chargées sur un porte-barges au port d'embarquement et déchargées du navire porteur au port d'arrivée.
Le système était développé durant les années 1960 par le constructeur naval Américain l'ingénieur Jerome Golmand. Acadia Forest, commandé en septembre 1969 était le  premier porte-barges - le bateau pouvait prendre 75 barges standardisées, avec environ 376 tonnes de chargement total. À ce moment, c'était un nouveau type de bateau, le premier navire conçu pour transporter d'autres bateaux plus petits. 
À la fin des années 1980, l'Union soviétique construit le Sevmorput, un porte-barges à propulsion nucléaire ; Sevmorput était l'un des quatre cargos à propulsion nucléaire jamais construit.